# 出羽街道

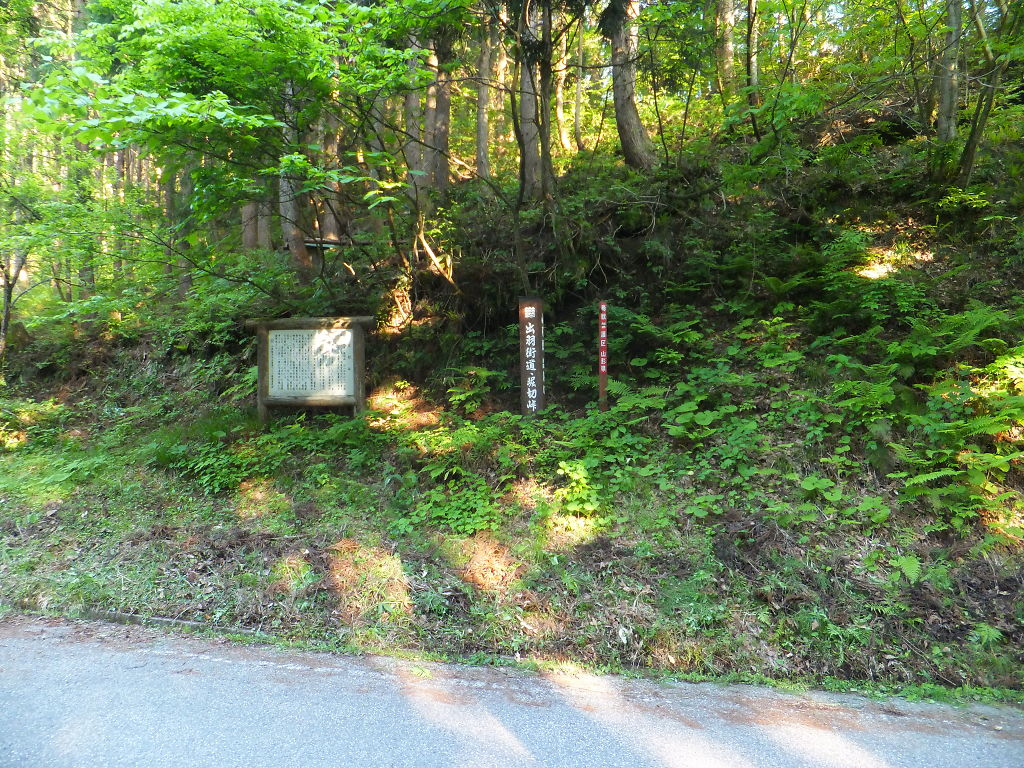
堀切峠

出羽街道（でわかいどう）は、越後国村上（現在の新潟県村上市）と出羽国鶴岡（現在の山形県鶴岡市）を結ぶ道のりの通称である。

## 概要
1645年（正保2年）の『越後国絵図』によれば、村上城下の札の辻（現村上市大町交差点付近）を起点とし、内陸を北上して出羽国の鶴ヶ岡城下に至る道であるとされ、起点から国境の堀切峠までは総距離10里10町53間とある。
並行して海側には浜通り（北陸道、北国街道、出羽街道浜通り、羽州浜街道など様々な名称がある）が走っているため、区別して出羽街道山通りと呼ばれることもある。

## 宿場
主なものを掲載。

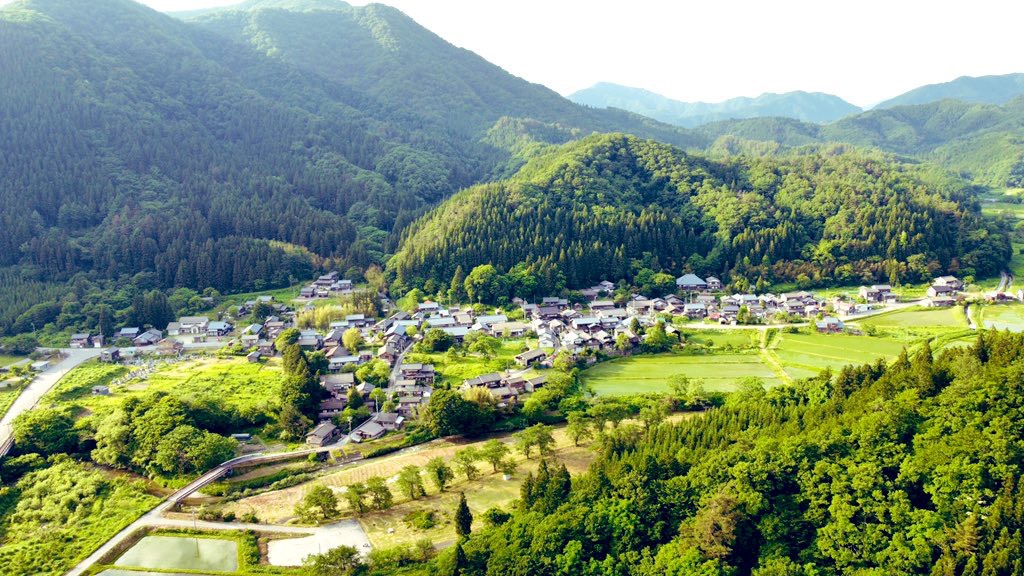
小俣宿

- 猿沢宿（現・村上市猿沢） - 現在も旧街道の両側に5間ほどの地割で家が立ち並び、水路が残っている[1]。
- 塩野宿（現・村上市塩野町） - 米沢藩の代官所が置かれた[1]。
- 中村宿（現・村上市北中） - 松尾芭蕉がここで宿をとったと言われる[1]。
- 小俣宿（現・村上市小俣） - 戊辰戦争により大きな被害を受けたが、その後再建された家々に屋号看板が掲げられている[4]。

## 主な峠
- 葡萄峠
- 大沢峠 - 石畳が残っており、「美しい日本の歩きたくなるみち500選」に選ばれている。
- カリヤス峠
- 堀切峠 - 国境の峠である[1]。